# Keetmanshoop Rural
Keetmanshoop Rural es un distrito electoral en la Región de Karas de Namibia. Su población es de 6.349 habitantes. El distrito rodea la ciudad de Keetmanshoop.
- Datos: Q477439